# Borgo Pace
Borgo Pace est une commune italienne de la province de Pesaro et Urbino dans la région des Marches.

## Géographie
La localité est située sur le Metauro à environ 60,5 kilomètres à l'ouest-sud-ouest de Pesaro et à environ 30 km à l'ouest-sud-ouest d' Urbino. La commune fait partie dela Comunità montana Alto e Medio Metauro et borde directement les provinces province d'Arezzo (Toscane) et de Pérouse (Ombrie).

## Histoire
La commune faisait partie de la Massa Trabaria. Sous la juridiction de l'Église pendant plus de deux siècles, dans la seconde moitié du XIVe siècle elle passe sous Antonio da Montefeltro, puis aux ducs d'Urbino. C'était une étape essentielle, surtout aux XVe et XVIe siècles, pour ceux qui se rendaient de Sansepolcro à Urbino, fréquemment empruntée par Piero della Francesca en route vers la cour de Montefeltro. Borgo Pace, comme documenté dans les carnets de voyage de Michel de Montaigne et Joseph Furttenbach, était l'auberge où ils « s'arrêtaient pour dîner, changer de chevaux et passer la nuit ».

## Économie
Les principales activités sont l'artisanat et l'agriculture. Le paysage est exploité par la commune comme une attraction touristique : dans ce contexte, les itinéraires de montagne de l'Alpe della Luna sont fréquentés par les touristes de l'arrière-pays de Pesaro, de Toscane et de l'Ombrie voisine par le col de Bocca Trabaria.
Les « charbonniers » travaillent encore dans les charbonnières typiques pour obtenir du charbon à partir de la combustion anoxique du bois.

## Voies de communication
La  Strada statale 73 bis di Bocca Trabaria (it) allant de San Giustino à Fano traverse la commune .

## Administration
| Période                                  | Période  | Identité          | Étiquette           | Qualité |
| ---------------------------------------- | -------- | ----------------- | ------------------- | ------- |
| 27 mai 2019                              | En cours | Romina Pierantoni | Progetto Borgo Pace | Maire.  |
| Les données manquantes sont à compléter. |          |                   |                     |         |

### Hameaux
Lamoli, Parchiule et Sompiano

### Communes limitrophes
Badia Tedalda, Carpegna, Mercatello sul Metauro, San Giustino, Sansepolcro, Sestino

### Montaigne à Borgo Pace
Montaigne en 1581 a transité par Borgo Pace lors de ses voyages en Italie, pour son trajet entre Urbino et Sansepolcro.

« De là suivant cete pleine nous traversames encores une autre villete de mesme jurisdiction, nommée Marcatello, & par un chemin qui comançoit deja à santir la montaigne de l’Apennin, vinmes diner à BORGO-A-PASCI, (Borgo Pace) dix milles. Petit village & chetif logis pour une soupée, sur l’encouignure des mons. Après disner nous suivismes premieremant une petite route sauvage & pierreuse. »

— Journal du voyage de Michel de Montaigne en Italie par la Suisse et l’Allemagne en 1580 et 1581.